# الهيئة الاتحادية للإسناد التقني
الهيئة الاتحادية للإسناد التقني (بالألمانية: Bundesanstalt Technisches Hilfswerk) هي الوكالة المسؤولة عن تنفيذ أعمال الحماية من الكوارث والدفاع المدني في جمهورية ألمانيا الاتحادية. وتضم بين موظفيها متطوعين إلى جانب العاملين بدوام كامل، وهي تتبع وزارة الداخلية. يقع مقرها في بون-لينجسدورف. تأسست الهيئة في 22 أغسطس 1950 ومنذ 22 أغسطس 1953 تصنف كمؤسسة اتحادية لها هيكلها الإداري الخاص.
تُعد الهيئة خلفًا لهيئة الإسناد التقني لدى الطوارئ التي أسسها أوتو لوميتسش في 1919 والتي ظلت قائمة حتى 1945.
يحدد قانون الهيئة الاتحادية للإسناد التقني، المُقر في 22 يناير 1990 والمعدل في 1 مايو 2020، مهام الهيئة:
- الإسناد التقني في الحماية المدنية
- الإسناد التقني في الخارج
- الإسناد التقني في مناطق الكوارث بناءً على مطالب الجهات المسؤولة
- تأدية مهام رسمية باتفاقات